# 申萬宏源（香港）
申萬宏源（香港）有限公司，簡稱申萬宏源（香港）（英語：Shenwan Hongyuan (H.K.) Limited，港交所：0218），在1993年8月5日，由王集團（香港）有限公司更名而來，前身為「上海萬國（香港）有限公司」和「申銀萬國（香港）有限公司」，現時為申万宏源集團股份有限公司旗下，同時是內地最早加入香港業務。
現時業務是在香港和中國內地經營證券、財務管理、資產管理、期貨等行業，現時董事長為儲曉明，總裁為郭純。現時總部位於香港灣仔軒尼詩道28號19樓，還有4家分行。

## 連結
- SWHYHK.com （页面存档备份，存于）